# Liste der Bodendenkmale in Rosenthal-Bielatal
In der Liste der Bodendenkmale in Rosenthal-Bielatal sind die Bodendenkmale der Gemeinde Rosenthal-Bielatal und ihrer Ortsteile nach dem Stand der Auflistung von Harald Quietzsch und Heinz Jacob aus dem Jahr 1982 aufgelistet. Eventuelle Änderungen und Ergänzungen, insbesondere aus der Zeit nach der Wende, sind nicht berücksichtigt, da für Sachsen aktuell keine neueren allgemein zugänglichen Bodendenkmallisten vorliegen. Die Baudenkmale sind in der Liste der Kulturdenkmale in Rosenthal-Bielatal aufgeführt.
| Denkmal-ID | Fundart          | Ortsteil  | Bezeichnung | Zeitstellung    | Lage                                         | Bemerkungen                                    | Bild |
| ---------- | ---------------- | --------- | ----------- | --------------- | -------------------------------------------- | ---------------------------------------------- | ---- |
| ?          | besonderer Stein | Rosenthal | Steinkreuz  | Spätmittelalter | im Ort, nordöstlich der Kirche, Kirchgasse 1 | Schwerteinzeichnung, Schutz seit 27. Juli 1972 |      |